# Azochis gripusalis
Azochis gripusalis là một loài bướm đêm trong họ Crambidae.